# Стефан Византийский
Сте́фан Византи́йский иногда Сте́фан Александри́йский (др.-греч. Στέφᾰνος ὁ Βυζάντιος; VI в.) — философ-неоплатоник, ученик Олимпиодора, представитель Александрийской школы неоплатонизма, грамматик. Будучи христианином, возглавлял философскую школу в Александрии после Олимпиодора.

## Жизнь и сочинения
Стефан Византийский — последний александрийский комментатор Платона и Аристотеля (сохранился комментарий на трактат Аристотеля «Об истолковании»). Занимал философскую кафедру в Александрии после смерти последнего нехристианского схоларха Олимпиодора. В правление Юстиниана I составил и посвятил императору этногеографический словарь «Этника» (др.-греч. Ἐθνικά, лат. Ethnica, Описание народов), сделав извлечения из многочисленных греческих и латинских авторов, труды которых были впоследствии утрачены, и тем самым сохранив богатейшую информацию. В правление Ираклия был приглашен из Александрии в Константинополь для преподавания в высшей школе.
В словаре в алфавитном порядке описаны все известные в то время народы ойкумены. Лексикон словаря содержит множество цитат из античных авторов, многочисленные грамматические заметки, которые опираются на труды Геродиана и других грамматиков и объясняют формы названий местностей, народов, орфографию, склонения, этимологию. Присутствуют также сведения исторического и мифологического характера, прорицания, описания чудес, пословицы.
Изначально «Этника» состояла из 55 книг; вскоре возникла сокращённая версия сочинения, сделанная неким Гермолаем (вероятно, младшим современником Стефана). Именно краткий вариант «Этники» получил широкое распространение в Византии; извлечения из него встречаются в ряде рукописей. В период позднего средневековья считалось, что сочинение Стефана утрачено. В конце XV века все же была найдена копия «Этники», являвшаяся сокращённой версией. В настоящее время оригинальная версия представлена единственным значительным фрагментом, содержащимся в парижском кодексе (Coislin 222).

### Другие сочинения
От Стефана сохранились комментарии на «Об истолковании», «Риторику», на третью книгу трактата «О душе» Аристотеля, а также на «Введение» Порфирия. Первые два были изданы в серии Commentaria in Aristotelem Graeca:
- На Об истолковании: CAG XVIII.3
- На Риторику: CAG XXI.2

На «Введение» Порфирия:
- Anton Baumstark, Aristot. b. den Syrern v. 5.-8. Jh., Vol. 1: Syr.-arab. Biographien des Aristot., syr. Kommentare z. Eisag.des Porph., Leipzig 1900, 181—210.

Кроме этого сохранились сочинения по астрономии, алхимии и астрологии. Аутентичность двух последних была поставлена под сомнение. Алхимические тексты, в том числе поэма «О том как сделать золото» (др.-греч. Περὶ χρυσοποιΐας, лат. De Chrysopoeia) сохранились в двух манускриптах Venice Cod. Marcianus 299 и Paris BNF 2327.
Астрономические и хронологические сочинения:
- Explanatio per propria exempla commentarii Theonis in tabulas manuales, Ed. Usener, De Stephano Al. p. 38-54 (= Kl. Schriften. III, 295—319).

Сочинения по алхимии:
- De magna et sacra arte, Ed. Julius Ludwig Ideler in Physici et medici Graeci minores II, Berlin 1842 (репринтное издание Hakkert, Amsterdam 1963) p. 199—253.
- F. Sherwood Taylor, The alchemical works of S. of Al., in: Ambix, the Journal of the Society for the study of alchemy and early chemistry 1, London 1937, 116—139; 2, 1938, 38-49.

Сочинение по астрологии:
- Opusculum apotelesmaticum, Ed. Usener in De Stephano Al. p. 17-32.